# Bataillons de destruction

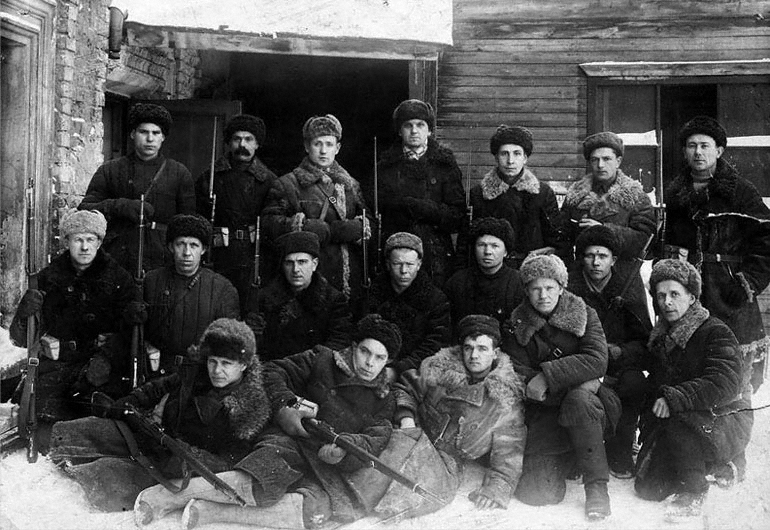
Photographie de groupe du bataillon de destruction de Toula en 1941.

Les bataillons de destruction, familièrement appelés istrebitels (russe : истребительные батальоны, ukrainien : винищувальні батальйони, biélorusse : знішчальныя батальёны soit zniszczalnyja batalëny, estonien : hävituspataljonid, lituanien : naikintojų batalionai, letton : iznīcinātāju bataljoni), étaient des unités paramilitaires sous le contrôle du NKVD dans l'Ouest de l'Union soviétique, qui exécutaient des tâches de sécurité intérieure sur le front de l'Est. 
Ils étaient en particulier chargés des missions de destruction faisant partie de la politique soviétique de la « terre brûlée », au cours de la retraite de l'Armée Rouge face à la Wehrmacht lors de l'opération Barbarossa. 
Après la chute de l'Union soviétique, les bataillons furent considérés comme une organisation criminelle par le gouvernement estonien[réf. souhaitée].